# Kevin Rankin (attore)
Kevin Rankin (Baton Rouge, 18 aprile 1976) è un attore statunitense.

## Biografia
Kevin Rankin nasce a Baton Rouge, in Louisiana, il 18 aprile 1976. Fino all'età di undici anni, rimane nella sua città natale con i suoi genitori e le tre sorelle maggiori. Poi la famiglia si trasferisce a Houston, in Texas, dove Rankin termina il liceo.
Da piccolo si appassiona alla serie televisiva Professione pericolo, decidendo di diventare uno stuntman, finché non si rende conto che l'attore principale del programma, Lee Majors, è solo un attore che interpreta un ruolo e non possiede davvero capacità fisiche eccezionali.
Nel 2000, Rankin si trasferisce a Los Angeles dove incontra Jill Farley, la donna della sua vita. Nel 2009, durante le riprese dell'episodio pilota di Trauma, le chiede di sposarlo e lei accetta. I due si sposano il 23 ottobre 2010 e ora hanno due figli.

## Carriera
Rankin debutta in televisione con un'apparizione nello show Unsolved Mysteries e debutta al cinema nel 1997, con un piccolo ruolo nel film drammatico L'apostolo. A partire dal 2000, interpreta piccoli ruoli in varie serie televisive, in particolare Buffy l'ammazzavampiri, NYPD - New York Police Department e Philly. Nel 2002, interpreta "Doc" in undici episodi della serie My Guide to Becoming a Rock Star. Recita anche in ruoli più duraturi in Undeclared, Six Feet Under, State of Mind, Bionic Woman e Friday Night Lights. Nel 2009 interpreta "Tyler Briggs" nella serie della NBC Trauma. Tuttavia, la serie viene cancellata dopo una prima stagione di 18 episodi. Nel 2011, recita come guest star in cinque episodi del dramma della HBO Big Love. Inoltre, interpreta un ruolo principale nella serie criminale Unforgettable dal 2011 al 2012, ma il suo personaggio viene rimosso nella seconda stagione. Nel 2016 interpreta Malcom Graham nella serie fantasy Lucifer, mentre dal 2017 al 2022 interpreta Bryce Hussar nel dramma di TNT Claws. Nel 2020, interpreta Elliot nella serie fantascientifica The Umbrella Academy.

## Filmografia

### Attore

#### Cinema
- L'apostolo (The Apostle), regia di Robert Duvall (1997)
- Clean and Narrow, regia di William Katt (2000)
- Carman: The Champion, regia di Lee Stanley (2001)
- Hulk, regia di Ang Lee (2003)
- Heads N TailZ, regia di Stephen David Brooks (2005)
- Friendship!, regia di Markus Goller (2010)
- The Chaperone - In gita per caso (The Chaperone), regia di Stephen Herek (2011)
- Congratulations, regia di Eric M. Levy e Juan Cardarelli (2012)
- Dallas Buyers Club, regia di Jean-Marc Vallée (2013)
- Pawn Shop Chronicles, regia di Wayne Kramer (2013)
- Sotto assedio - White House Down (White House Down), regia di Roland Emmerich (2013)
- Apes Revolution - Il pianeta delle scimmie (Dawn of the Planet of the Apes), regia di Matt Reeves (2014)
- Wild, regia di Jean-Marc Vallée (2014)
- Hell or High Water, regia di David Mackenzie (2016)
- Skyscraper, regia di Rawson Marshall Thurber (2018)
- El Camino - Il film di Breaking Bad (El Camino: A Breaking Bad Movie), regia di Vince Gilligan (2019)

#### Televisione
- Buffy l'ammazzavampiri (Buffy the Vampire Slayer) – serie TV, episodio 5x06 (2000)
- After Diff'rent Strokes: When the Laughter Stopped, regia di Ted Haimes – film TV (2000)
- Spin City – serie TV, episodio 5x16 (2001)
- Undeclared – serie TV, 5 episodi (2001-2002)
- Birds of Prey – serie TV, episodio 1x04 (2002)
- NYPD - New York Police Department (NYPD Blue) – serie TV, episodio 10x03 (2002)
- My Guide to Becoming a Rock Star – serie TV, 11 episodi (2002)
- Philly – serie TV, episodio 1x20 (2002)
- All About the Andersons – serie TV, episodio 1x06 (2003)
- Riverside, regia di Charles Wachter – cortometraggio (2003)
- The O.C. – serie TV, episodio 1x26 (2004)
- Senza traccia (Without a Trace) – serie TV, episodio 3x18 (2005)
- Six Feet Under – serie TV, 4 episodi (2005)
- Bones – serie TV, episodio 1x19 (2006)
- Friday Night Lights – serie TV, 21 episodi (2006-2008)
- Box One Forty-Seven, regia di Chris Jones e Jesse S. Robinson – cortometraggio (2007)
- Bionic Woman – serie TV, 7 episodi (2007)
- CSI - Scena del crimine (CSI: Crime Scene Investigation) –  serie TV, episodio 7x11 (2007)
- Grey's Anatomy – serie TV,  episodi 3x24-3x25 (2007)
- State of Mind – serie TV, episodi 1x04-1x05-1x06 (2007)
- The Closer – serie TV, episodio 4x04 (2008)
- Law & Order - I due volti della giustizia (Law & Order) – serie TV, episodio 18x03 (2008)
- My Name Is Earl – serie TV, episodio 3x18 (2008)
- NCIS - Unità anticrimine (NCIS: Naval Criminal Investigative Service) – serie TV, episodio 5x12 (2008)
- In Plain Sight - Protezione testimoni (In Plain Sight) – serie TV, episodio 2x02 (2009)
- Last of the Ninth, regia di Carl Franklin – film TV (2009)
- Lost – serie TV, episodio 5x08 (2009)
- Red Carpet Report – programma TV, episodio 11x94 (2009)
- Trauma – serie TV, 20 episodi (2009-2010)
- All Signs of Death, regia di Alan Ball – film TV (2010)
- Justified - L'uomo della legge (Justfield) – serie TV, 8 episodi (2010-2012)
- The Mentalist – serie TV, episodio 3x02 (2010)
- The Odds – film TV (2010)
- Big Love – serie TV, 5 episodi (2011)
- Lie to Me – serie TV, episodio 3x11 (2011)
- Unforgettable – serie TV, 22 episodi (2011-2012)
- Breaking Bad – serie TV, 7 episodi (2012-2013)
- Gracepoint – serie TV, 10 episodi (2014)
- The Newsroom – serie TV, episodio 3x05 (2014)
- Halt and Catch Fire – serie TV, episodi 2x05-2x06 (2015)
- Lucifer – serie TV, 7 episodi (2016)
- The Jury, regia di Neil Burger – film TV (2016)
- Claws – serie TV, 40 episodi (2017-2022)
- The Umbrella Academy – serie TV, 7 episodi (2020)
- East New York – serie TV, 21 episodi (2022-2023)

### Produttore
- Congratulations (co-produttore esecutivo), regia di Eric M. Levy e Juan Cardarelli (2012)

## Doppiatori italiani
Nelle versioni in italiano delle opere in cui ha recitato, Kevin Rankin è stato doppiato da:
- Alessandro Quarta in Buffy - L'ammazzavampiri, Hulk, The Closer, Trauma, Wild, Claws
- Riccardo Scarafoni in Lost, Breaking Bad, The Umbrella Academy
- Mirko Mazzanti in The O.C.
- Enrico Di Troia in CSI - Scena del crimine
- Enrico Pallini in Bionic Woman
- Gabriele Lopez in Grey's Anatomy
- Alberto Caneva in NCIS - Unità anticrimine
- Luca Graziani in In Plain Sight - Protezione testimoni
- Roberto Gammino in The Mentalist
- Roberto Certomà in Unforgettable
- Francesco De Francesco in Lie To Me
- Davide Marzi in Sotto assedio - White House Down
- Andrea Lavagnino in Dallas Buyers Club
- David Chevalier in Lucifer
- Daniele Raffaeli in Hell or High Water
- Massimo Bitossi in El Camino - Il film di Breaking Bad
- Gabriele Sabatini in East New York